# متقلبة هاوسرية
متقلبة هاوسرية (الاسم العلمي:Proteus hauseri) هي نوع من البكتيريا تتبع جنس المتقلبة من الفصيلة المورغانيلية.